# Мирзаянов, Вил Султанович
Вил Султа́нович Мирзая́нов (тат. Вил Солтан улы Мирзаянов; род. 9 марта 1935, Старокангышево, Башкирская АССР) — ученый-химик, деятель экологического движения и татарского национального движения. Доктор химических наук.
Мирзаянов получил известность после того, как раскрыл в 1990-е годы существование в СССР и России секретной программы по разработке боевых отравляющих веществ семейства «Новичок». Формулы некоторых из «Новичков» он опубликовал в 2008 году в своей книге «Государственные тайны: Российская программа химического оружия изнутри». Учёные, участвовавшие в разработке «Новичка» в ГосНИИОХТ, утверждают, что  Мирзаянов числился начальником противодействия техническим разведкам — то есть отвечал за безопасность, но имел доступ к секретной информации. В 1992 году Мирзаянова обвинили в разглашении государственной тайны, но в 1994 году дело было закрыто за отсутствием состава преступления. С 1995 года живёт в эмиграции в США.

## Биография
Родился в татарской учительской семье. Окончив в 1953 году Дюртюлинскую татарскую школу № 1 с серебряной медалью, поступил в Московский институт тонкой химической технологии имени Ломоносова.
В мае 1965 года защитил диссертацию на соискание учёной степени кандидата химических наук по теме «Газохроматографическое определение малоадсорбирующихся примесей» и с того же года начал работать в Государственном научно-исследовательском институте органической химии и технологии.
В июне 1985 года в том же институте защитил диссертацию на соискание учёной степени доктора химических наук по теме «Разработка и исследование новых методов фронтальной и элюентной хроматографии для определения микроконцентраций веществ».
До января 1992 года являлся сотрудником ГосНИИОХТ. В период 1986—1990 годов занимал должность начальника отдела противодействия иностранным техническим разведкам, имел допуск по первой форме к материалам особой важности. По утверждению Леонида Ринка, Мирзаянов был хроматографистом, отвечающим за контроль лабораторных стоков (вод и воздуха, выбрасываемых из лаборатории).
В 1992 году Мирзаянов и Лев Александрович Фёдоров опубликовали в газете «Московские новости» статью «Отравленная политика», в которой критиковали российский военно-промышленный комплекс и обвиняли высшую власть в стране в нарушении Конвенции о запрещении химического оружия (Россия ратифицировала конвенцию 5 декабря 1997 года). Мирзаянова обвинили в разглашении государственной тайны (ст. 75, ч. 1 Уголовного кодекса РСФСР) и арестовали 22 октября 1992 года. 3 ноября Мирзаянов был освобождён из Лефортовской тюрьмы под подписку о невыезде, однако в январе 1994 года был арестован повторно, а 22 февраля снова освобождён. 11 марта 1994 года и. о. Генерального прокурора России Алексей Ильюшенко вынес постановление о прекращении уголовного дела «в связи с отсутствием в действиях Мирзаянова состава преступления».
После постановления о прекращении уголовного дела занимался оппозиционной политической деятельностью. Был председателем оргкомитета Татарской народной партии, входившей в Федерально-демократическое движение России (ФДДР; «партия Новикова»).
В 1995 году эмигрировал в США. Проживает и работает в Принстоне. После эмиграции также занимался поиском трудов по истории древних татар и их переводом на русский и татарские языки. Сделал перевод книги татарского эмигранта Бориса Ижболдина «Очерки из истории татар» с английского на русский, она была издана в Казани. В 2003 году в Казани в популярном местном издательстве выходила еще одна книга в его переводе историка-китаеведа Эдуарда Паркера «Тысяча лет из истории татар». На своём сайте публиковал свои публицистические, полемические работы, переводы, а также автобиографическую книгу «Вызов».
В 2000 году он обратился к ООН с просьбой придать Татарстану статус колониального государства. В качестве причин такого решения Мирзаянов говорил, что республика фактически давно стала колонией. В ООН химику отказали, потому что физическое лицо не может быть признано официальным заявителем.
26 октября 2008 года был избран в президиум Милли меджлиса татарского народа. В 2009 году на конференции, посвящённой отделению Татарстана от России, Вил Мирзаянов был избран «премьер-министром правительства в изгнании». Подписал обращение российских оппозиционеров «Путин должен уйти».
5 февраля 2023 года стало известно, что на онлайн-заседании «правительства Татарстана в изгнании» по решению Милли меджлиса «премьер-министром правительства в изгнании» вместо Виля Мирзаянова был избран житель Британии Рафис Кашапов.

## Публикации
- Mirzayanov V. S. State secrets: an insider’s chronicle of the Russian chemical weapons program. — Denver, Colorado: Outskirts Press, 2008. — 624 p. — ISBN 978-1-4327-2566-2.